# 卢普 (吉伦特省)
卢普（法語：Loupes，法語發音：[lup] ⓘ）是法国吉伦特省的一个市镇，属于波尔多区。

## 地理
卢普（44°48'19"N, 0°23'36"W）面积4.87 平方千米，位于法国新阿基坦大区吉倫特省，该省份为法国西南部沿海省份，是法國本土面积最大的省，北起滨海夏朗德省，西临大西洋，南至朗德省，东南接洛特-加龍省，东临多爾多涅省。
与卢普接壤的市镇（或旧市镇、城区）包括：萨勒伯夫、博讷唐、卡马尔萨克、利尼昂德波尔多、萨迪拉克。
卢普的时区为UTC+01:00、UTC+02:00（夏令时）。

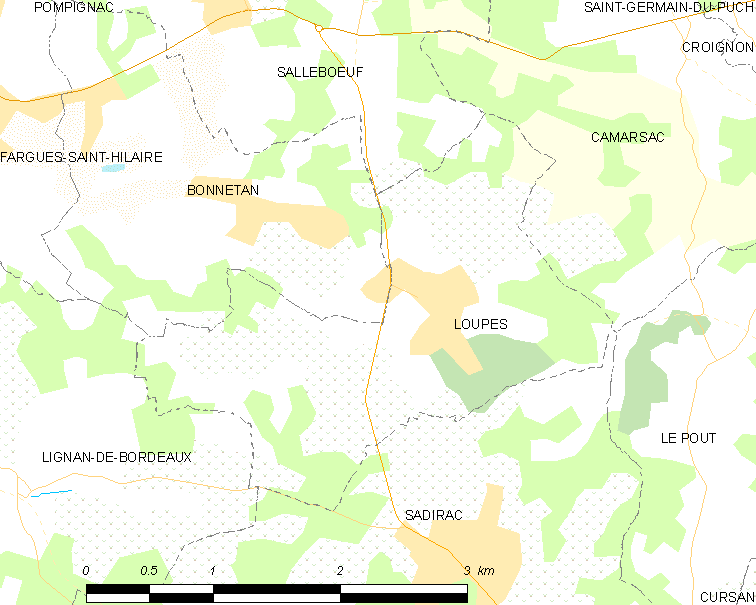
卢普的OSM定位图

## 行政
卢普的邮政编码为33370，INSEE市镇编码为33252。

## 政治
卢普所属的省级选区为克雷翁县。

## 人口

1962-2008年间卢普人口变化图示

卢普于2022年1月1日时的人口数量为940人。